# جوزبي غبريالي
جوزبي غبريالي ( 1289 - 1361 هـ / 1872 - 1942 م ) هو مستشرق إيطالي.
من آثاره: «عصر وحياة وقصائد الشاعرة العربية: الخنساء».